# Franz Möller (Politiker, 1811)
Franz Möller (* 20. November 1811 in Reichenberg, Böhmen; † 27. Juli 1884 ebenda) war ein österreichischer Jurist und Politiker.

## Leben
Möller studierte Rechtswissenschaften und war anschließend als Justizamtmann und zuletzt als Oberlandesgerichtsrat in Reichenberg tätig.
Vom 19. Oktober 1848 (für Joseph von Winiwarter) bis 30. Mai 1849 war er für den Wahlkreis Böhmen in Bunzlau Mitglied der Frankfurter Nationalversammlung in der Fraktion Württemberger Hof. 1849 gehörte er dem Zentralmärzverein an.